# Вја Ромуалдо (Бари)
Вја Ромуалдо (итал. Via Romualdo) је насеље у Италији у округу Бари, региону Апулија.
Према процени из 2011. у насељу је живело 48 становника. Насеље се налази на надморској висини од 51 м.